# Vámonos con Pancho Villa
Vámonos con Pancho Villa è un film del 1936 diretto da Fernando de Fuentes; è il terzo film della trilogia della Rivoluzione, dopo El prisionero trece e El compadre Mendoza.